# Franz Wudy
Franz Wudy ist ein früherer deutscher Biathlet.
Franz Wudy von der Sportfördergruppe 112 des Panzergrenadierbataillons 112 der Bundeswehr gewann 1984 bei den Junioren-Weltmeisterschaften mit Florian Hüttner und Engelbert Sklorz in der bundesdeutschen Staffel die Bronzemedaille. Im Jahr darauf konnte er sich mit Sklorz und Bendrath der Staffel noch um einen Rang verbessern und musste sich nur der Staffel der DDR geschlagen geben. Bei den Biathlon-Weltmeisterschaften 1986 in Oslo landete Wudy zunächst mit Herbert Fritzenwenger, Peter Angerer und Fritz Fischer auf dem Bronzerang, wurde später jedoch wegen der Einnahme unerlaubter Mittel von Angerer und sich selbst disqualifiziert. Wudy und Angerer, denen der Biathlon-Weltverband zugestand, „nicht wissentlich“ gehandelt zu haben, erhielten eine internationale Sperre bis 31. Januar 1987.
Im Einzel wurde er zuvor 17. 1988 gewann er bei den Deutschen Meisterschaften den Titel im Sprintrennen. Bei der WM 1989 in Feistritz lief Wudy im Einzel auf den zehnten Platz und gewann im Mannschaftswettbewerb mit Fritzenwenger, Fritz und Georg Fischer hinter dem sowjetischen und vor dem ostdeutschen Team die Silbermedaille. Im Biathlon-Weltcup erreichte er mehrfach gute Resultate.